# Ситников, Антон Александрович
Анто́н Алекса́ндрович Си́тников (укр. Антон Олександрович Ситников; род. 12 июля 1991, Днепрорудное) — украинский футболист, вратарь.

## Биография
Родился в Днепрорудном, где и начал заниматься футболом в возрасте 7 лет. Первые тренеры — Владимир Брык и Вячеслав Денисов. В 2003 году был зачислен в ДЮСШ запорожского «Металлурга», в группу, которой руководил Виктор Трегубов. В 2005 перешёл в академию киевского «Динамо». Всего в чемпионатах ДЮФЛ Украины провёл 17 матчей за «Металлург» и 51 игру за «Динамо». В 2008 году отыграл 2 матча за дублирующий состав киевлян, после чего руководство клуба объявило игроку, что больше на него не рассчитывает.
Дебютировал на профессиональном уровне в составе киевского ЦСКА. В течение 2009—2010 годов выступал также за ровненский «Верес» и футбольный клуб «Львов», однако основным игроком в этих клубах не был. В 2011 году перешёл в кировоградскую «Звезду», где, позднее, при тренере Игоре Жабченко, стал основным вратарём. После отставки Жабченко перестал получать достаточно игрового времени и в скором времени покинул клуб. В 2013 года стал игроком команды «Горняк-Спорт» из Комсомольска, которую возглавил Жабченко. В составе комсомольчан выступал на протяжении 5 сезонов, в 2014 году стал победителем второй лиги. Сезон 2017/18 провёл в киевской «Оболони-Бровар», а на следующий год перешёл в петровский «Ингулец». В составе команды в 2019 году стал финалистом Кубка Украины. Далее играл за «Горняк-спорт». В декабре 2020 года покинул эту команду, после того, как клуб предоставил всем футболистам статус свободных агентов. В январе 2021 года перешёл в МФК «Николаев».

### Сборная
С 2006 года вызывался в юношеские сборные Украины различных возрастов. В составе сборной до 17-ти лет в 2007 году участвовал в чемпионате Европы в Бельгии. В 2010 году вызывался Павлом Яковенко в молодёжную сборную Украины, в составе которой провёл 1 игру, против Казахстана

## Достижения
- Победитель Второй лиги чемпионата Украины: 2013/14
- Бронзовый призер Первой лиги чемпионата Украины: 2014/15